# کریستن اولسن
کریستن اولسن (دانمارکی: Kirsten Olesen؛ زادهٔ ۱۰ مهٔ ۱۹۴۹) بازیگر و صداپیشه اهل دانمارک است.
از فیلم‌ها یا برنامه‌های تلویزیونی که وی در آن نقش داشته‌است، می‌توان به مده‌آ، پل، متهم، تصویر رهایی و در زندگیم اشاره کرد.
وی همچنین برندهٔ جوایزی همچون جایزه لائوریتزن شده‌است.